# Història de l'enregistrament del so

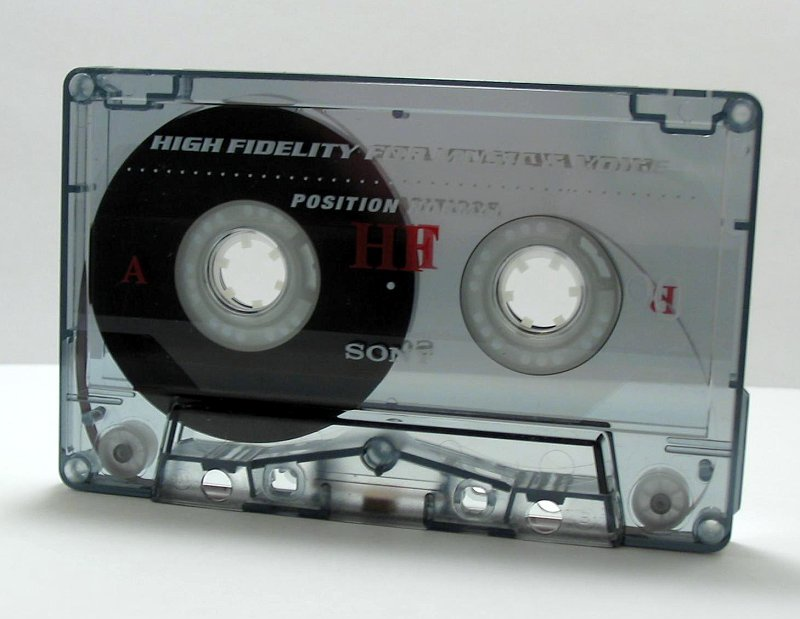
El casset compacte va ser el mitjà més popular per l'ús del enregistrament del so.

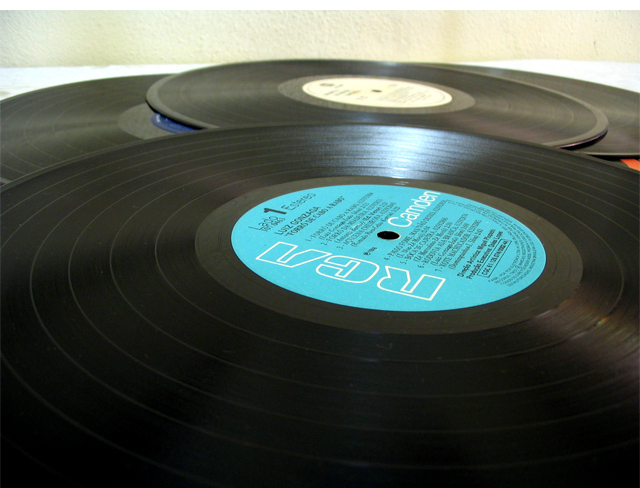
Els discs de vinil (generalment anomenats pel seu acrònim LP).

La història de l'enregistrament del so és una evolució de manera artificial que va crear l'ésser humà, el 25 de març de 1857, quan Leon Scott va patentar el seu fonoautògraf. Va ser aquest la primera invenció per a l'enregistrament sonor. Se sap que el 9 d'abril de 1860 es va realitzar amb aquesta invenció el primer enregistrament del qual es tingui notícies.
Però va ser acabat l'any 1877 quan va sorgir un avenç, Thomas Edison va crear el seu fonògraf, que es va convertir en el primer artefacte a poder gravar so (i reproduir-lo). Quan va aparèixer el fonògraf ja s'estava pensant en la idea de la gravació magnètica mitjançant un filferro.
No obstant, al magnetòfon de filferro el va succeir el mateix que al fonògraf, sent substituïts pel magnetòfon. A principis de 1950 es va començar a fabricar aquest aparell per a l'ús domèstic.
Més tard van venir els discs de vinil a 78rpm (revolucions per minut), amb l'arribada del microsolc i la nova velocitat de 33rpm, els 78rpm van ser reemplaçats, ja que tenien molt poca durada. El 1979 es va inventar el disc compacte, el primer format digital d'àudio, el qual va desplaçar immediatament al disc de vinil i també al casset d'àudio. Per 1986 va començar a desenvolupar el format MP3 pels científics Brandenburg, Popp i Grill. Molt més tard el 1995 Brandenburg el va usar per primera vegada en el seu propi ordinador i un any després el seu institut ja tenia 1,2 milions d'euros gràcies a la patent del seu format. Deu anys més tard aquesta quantitat havia arribat als 26,1 milions.
Al segle XX apareixerien els discman amb els reproductors autònoms o també anomenats MP3, perquè són capaços de reproduir aquest format desplaçant als walkman. En l'actualitat gairebé tots els formats de gravació i reproducció de so són digitals. Encara hi ha gent que gaudeix d'escoltar música en suports de so antics, com els discs de vinil o els cassets, a aquestes persones se les anomena audiòfils.

## El fonoautògraf

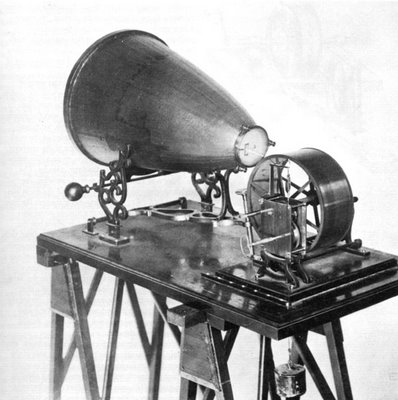
Fonoautògraf creat a 1857 per Leon Scott. Aquest dispositiu va ser capaç de gravar so, però no de reproduir-lo.

La primera invenció coneguda d'un dispositiu capaç de gravar so va ser el fonoautògraf, inventat pel francès Leon Scott i patentat el 25 de març de 1857. Aquest podia transcriure so a un mitjà visible, però no tenia una manera de ser reproduït després.
L'aparell consistia en una banya o un barril, el qual recollia les ones sonores cap a una membrana, la qual estava lligada a una corda. Quan arribava el so, aquesta vibrava i es movia i el so podia enregistrar en un medi visible. El fonoautògraf era considerat com una curiositat de laboratori, per l'estudi de l'acústica. Era usat per determinar la freqüència d'un to musical, i per estudiar el so i la parla. No es va entendre fins després del desenvolupament del fonògraf, que l'ona gravada pel fonoautògraf era de fet una gravació del so que només necessitava un mitjà de reproducció adequat per a sonar i ser escoltada per un usuari.
Primera gravació de la història
Un equip va aconseguir tenir accés a les gravacions del fonoautògraf de Leon Scott, que estaven guardades a l'oficina de patents de l'Acadèmia Francesa de les Ciències. Escanejar el paper en relleu, amb un sofisticat programa d'ordinador desenvolupat anys abans, per la Biblioteca del Congrés nord-americà. Les ones del paper van ser traduïdes per un ordinador a sons audibles i recognoscibles. Un d'ells, creat el 9 d'abril de 1860, va resultar ser una gravació de 10 segons, (de molt baixa fidelitat però distingible) d'algun cantant de cançó popular francesa Au clair de la Lune. Aquest "fonoautograma" és el primer enregistrament de so conegut, així com el primer enregistrament que és, empíricament, reproduïble. Molt anterior a la gravació d'un rellotge parlant de Frank Lambert i la d'un concert de Haendel realitzada per la Companyia Edison, que daten de dues i tres dècades després, respectivament.
El 2008, estudiosos de la història del so americà, van poder reproduir per primera vegada el so gravat per un fonoautògraf.

## La invenció del fonògraf per Edison

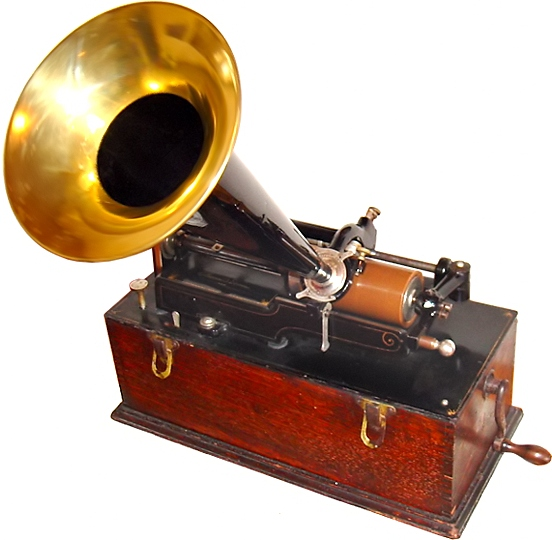
El fonògraf inventat per Edison, es basa en els principis del fonoautógraf per fer possible la gravació i reproducció del so.

El fonògraf utilitza un sistema de gravació mecànica analògica, en el qual les ones sonores, que poden ser produïdes per la veu o altres mitjans, són transformades en vibracions i aquestes en un solc traçat, al qual més tard se li passarà una agulla i la mateixa recollirà les vibracions en el cilindre del fonògraf. El fonògraf, a diferència del fonoautógraf, (el qual no podia reproduir les seves gravacions realitzades), va ser el primer que va poder tant gravar com reproduir sons.
Thomas Alva Edison va anunciar la invenció del seu primer fonògraf el 21 de novembre de 1877, va mostrar el dispositiu per primera vegada el 29 de novembre d'aquest mateix any, i el va patentar el 19 de febrer de 1878, I una mica més tard, va patentar el megàfon.
Al principi es van utilitzar cilindres de cartró recoberts d'estany, més tard de cartró parafinat i, més tard, de cera sòlida. El cilindre de cera era de major qualitat i durabilitat, es va comercialitzar des de 1889, un any després que aparegués el gramòfon.

## El disc de vinil
El disc de vinil va aparèixer l'any 1888 al costat del gramòfon, al principi es van gravar discs de 5" a 78 o 80rpm, per a l'època els gramòfons usaven motors a corda, els quals no eren capaços de controlar una velocitat constant de 78 RPM, no fins a l'arribada dels motors asíncrons. Acabat el 1900 es va començar a gravar en ambdues cares.
Al voltant de l'any 1934, van aparèixer els discs d'acetat, aquests permetien una gravació més ràpida, la qual no necessitaria cap tractat químic. El seu principal inconvenient era que només duraven cinc o sis reproduccions.
L'any 1931 es va crear la velocitat de 33rpm (revolucions per minut), la qual en ser menor donava més durada al disc, arribant entre els quinze i vint minuts. El 1945 es crea la manera de fer més petits els solcs i així fer que entrin més solcs que abans, el denominat "microsolc", que era capaç d'arribar a entrar gairebé deu solcs en un mil·límetre, gràcies a aquesta nova tecnologia i a la velocitat de 33rpm, els discs de vinil ara poden arribar a durar de trenta a quaranta minuts.

### El gramòfon

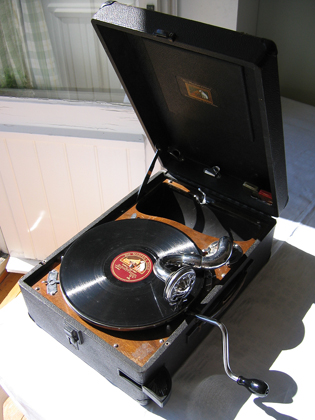
El Gramòfon de Berliner va adoptar els mateixos conceptes del fonògraf d'Edison, només que va canviar el cilindre pel disc.

El gramòfon de Berliner va ser inventat o patentat l'any 1887 o 1888, consta d'un plat giratori, un braç, una agulla o pua, un amplificador electrònic i un motor a corda el qual girava a 78rpm.
En un principi els gramòfons utilitzaven discs de cinc polzades amb goma endurida, anomenada "vulcanite", aquests discs van estar disponibles durant un termini molt curt, ja que era una mesura experimental, el novembre de 1894 van aparèixer els discs de 7 polzades. Però els discs de goma endurida no tenien el so tan fidel com del fonògraf i això produïa la seva baixa comercialització.
El gramòfon utilitza un sistema de gravació mecànica analògica com el fonògraf, en el qual les ones sonores són transformades en vibracions mecàniques, que fan moure una pua la qual traça solcs que conformen una espiral, sobre la superfície d'un disc metàl·lic, que ha estat tractat químicament. En forma inversa, en recórrer el solc d'un disc amb una pua, es generen vibracions mecàniques les quals es transformen en so que és emès per la campana.
El gramòfon va acabar imposant-se sobre el fonògraf, pel menor cost de producció de les gravacions destinades a aquest dispositiu, ja que a partir d'un únic motlle original podien realitzar milers de còpies. Per fer enregistraments de fonògraf en massa, es necessitaven diversos fonògrafs gravant els cilindres. També el mecanisme del gramòfon era més senzill i més barat, tenia major durada, per aquestes raons aquest va romandre i va desplaçar al fonògraf.
Tot i que el fonògraf encara tenia un avantatge pel que fa al gramòfon, l'usuari podia fer gravacions casolanes, amb els magnetòfons de filferro i més tard els magnetòfons de cinta es van aconseguir fer gravacions casolanes.

### El tocadiscs

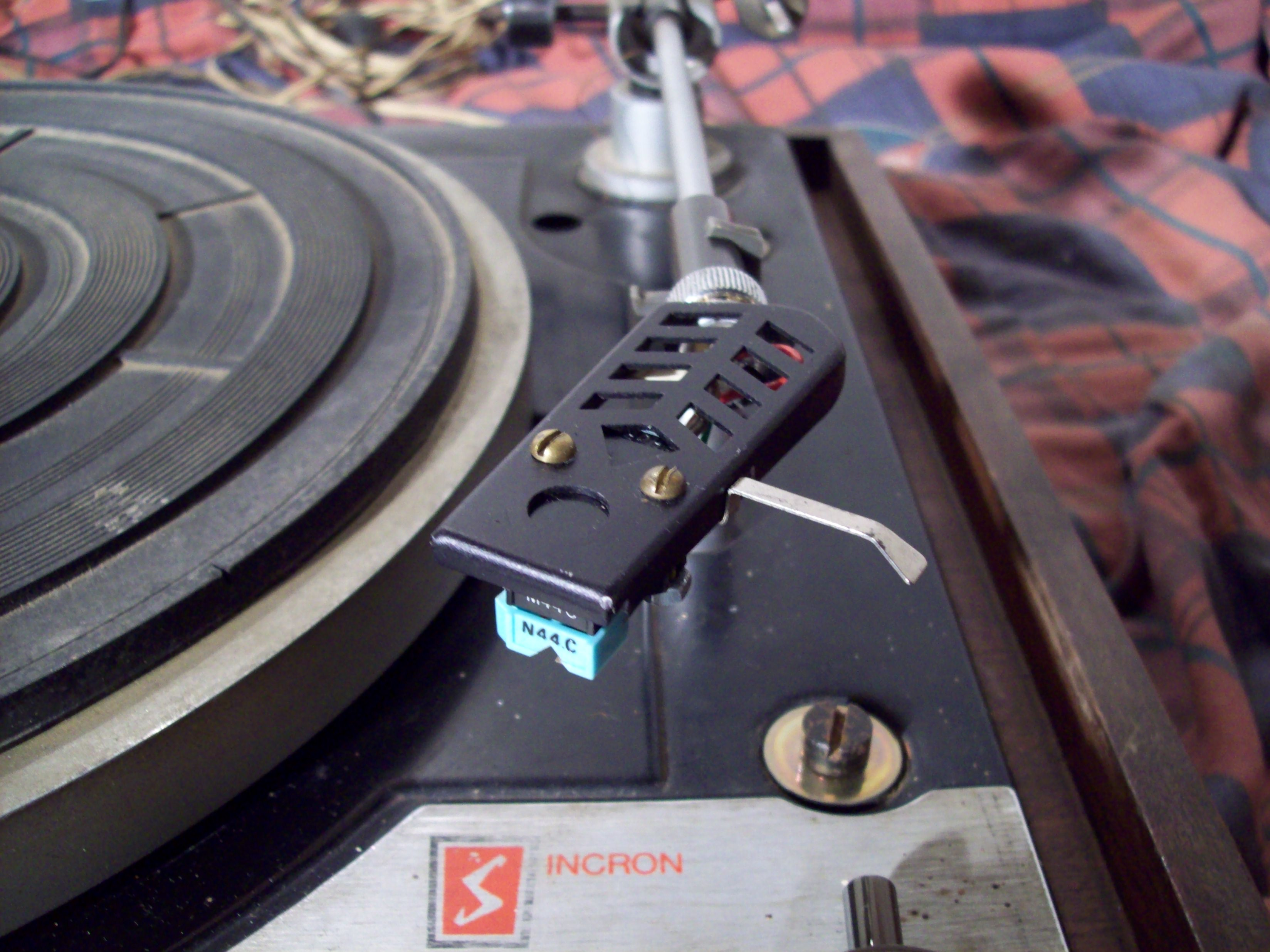
El braç fonocaptor d'un tocadiscs. El tocadiscs, a diferència del gramòfon, era completament elèctric, tant per captar el so gravat al disc com per fer girar el plat.

El tocadiscs va aparèixer per primera vegada el 1925, quan apareixen els primers amplificadors de vàlvules i neix el pick-up.
A més amb la idea de reproduir els discos de forma elèctrica i no electroacústica, la reproducció elèctrica dels discos portava molts avantatge, com poder tenir el control de volum de la reproducció, el tocadiscs ara tenia un motor elèctric que feia que el plat giradiscs rotés a una velocitat més constant de 78rpm o 33rpm, aconseguint així millor qualitat i menor desgast del disc pel pes del braç, entre altres beneficis.
Més tard van aparèixer tocadiscs més sofisticats: els semiautomàtics, quan s'acabava el disc eren capaços de retornar el braç fonocaptor automàticament al seu lloc i apagar el motor i el corrent de l'aparell. Els automàtics eren capaços de moure el braç per si mateixos per reproduir el disc, així també si es posaven diversos discos al mateix temps es podia reproduir diversos discs (només una cara), i acabar automàticament la reproducció de tots. No obstant això aquests tocadiscs es van retirar del mercat perquè gastaven el disc a causa del pes del braç. Aquests tocadiscs se'ls deia Wincofono en alguns països, ja que WinCE era la marca que els produïa.
Aquest artefacte es convertiria en el sistema reproductor de so que es mantindria per més temps fins a l'actualitat, tant com per a la venda com per a l'ús. L'any 1950 apareixen els anomenats "combinats", generalment tocadiscs amb ràdio. A 1958 es van començar a publicar els primers discos en estèreo.

### Discorola
En els 1950 a Xile va aparèixer la discorola, que era un simple tocadiscs, però sense el circuit elèctric d'amplificador electrònic, començà a fabricar-se a finals dels anys cinquanta fins a finals dels anys seixanta, per la Corporació de Ràdio de Xile (CRC), comercialitzat sota la seva pròpia marca CRC, i també amb la marca RCA Victor. La discorola porta un cable de sortida, d'àudio monofònic (un sol canal), aquest cable surt de la càpsula, i passa per un potenciòmetre d'ajust de sortida, que es connecta a l'entrada situada darrere d'un receptor de ràdio, també monofònic (generalment de la mateixa marca), mitjançant connectors RCA. El receptor de ràdio portava l'entrada d'àudio etiquetada com a "endoll de pick-up de la discorola" indicant a l'usuari que hi podia connectar una discorola, i alhora, a manera de propaganda, recomanar la compra d'aquest article. Aquest tipus de tocadiscs es van començar a fabricar, en general, sense coberta protectora i només per usar-se amb discs de 78rpm. Posteriorment es van adoptar les velocitats de 33rpm i 45rpm dels discos de microsolc, per la seva alta demanda i posterior decadència dels discos de gomalaca. Les discorolas van ser pensades principalment per a la gent de classe popular, ja que moltes persones no tenien mitjans per adquirir ràdios i tocadiscs amplificats per separat. Llavors la discorola es va convertir en l'aparell de baix cost ideal per transformar la ràdio de la casa (moltes vegades l'únic), en un radiofonògraf capaç de reproduir qualsevol disc de venda en el comerç, a un preu més accessible.

## Enregistrament magnètic
En l'època en què Edison va patentar el fonògraf, l'any 1878, el sistema de gravació magnètic s'estava gestant gràcies al fet que Oberlin Smith va començar a gravar converses de telèfon en una corda de piano. Aquest projecte va quedar estancat, ja que la tecnologia electrònica no estava desenvolupada prou com per amplificar, les febles corrents que produïen el camp magnètic gravat.
No obstant això, Smith va seguir experimentant amb un artefacte semblant al fonògraf, anomenat telegràfon, Smith va publicar el 1888 un article relacionat amb això a la revista "El món electrònic" titulat: - Algunes possibles aplicacions del fonògraf. Projecte per utilitzar bandes de tela que continguen llimadures de ferro - (amb això s'estava referint a la investigació del magnetòfon de filferro), a la revista va publicar una idea similar a la de gravar so en filferro, era la de gravar el so per un filferro enrotllat en un cilindre amb un electroimant, el qual estava connectat a un micròfon de carbó amb una bateria, tot aquest conjunt estava en un circuit en sèrie. El funcionament era similar al de l'fonògraf, però aquest era més elèctric que acústic. Les oscil·lacions elèctriques del micròfon, que són provocades per la diferència potencial de la bateria, fan que l'electroimant generi camps magnètics que són gravats en el filferro enrotllat en el cilindre. Aquest invent el va presentar a l'Exposició Universal de París el 1900, despertant la curiositat en els visitants.
El 1903 Valdemar Poulsen va perfeccionar aquest invent a l'introduir la polarització per camp continu, (patent USA 873.083). No obstant això, passà inadvertit, ja que el públic s'havia adaptat als discos fonogràfics. Com a conseqüència, l'enregistrament magnètic va caure a l'oblit, sent un clar exponent la fallida de Telegraphone Company. Malgrat tot això, els laboratoris van seguir experimentant amb l'enregistrament magnètic, als Estats Units dos físics, Carlson i Carpenter, projectaven utilitzar el procediment magnètic a alta velocitat, i així descobrir la polarització magnètica per camp altern d'alta freqüència, aquest invent va ser patentat l'agost de 1927, 1.640.881 Ràdio Telegraph System.

### El magnetòfon de filferro

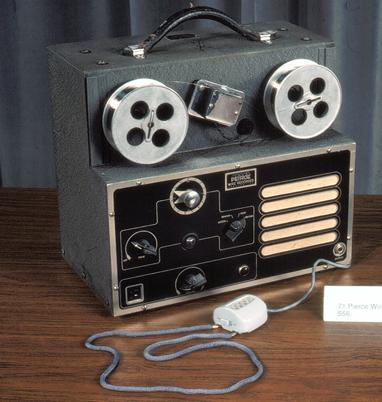
El magnetòfon de filferro va ser el resultat de l'experiment amb el telegràfon, una idea principalment d'Oberlin Smith. Més tard el magnetòfon de cinta faria servir diversos principis d'aquest artefacte.

Acabat el 1911 amb un simple invent, el tub Audion, (més tard va ser millor desenvolupament i conegut com a Triodos), un invent de Llegeix DeForest va ser possible amplificar aquests camps magnètics i fer realitat el magnetòfon de filferro, el primer sistema magnètic d'àudio.
No va ser fins al 1930 que es va poder crear un "gravador de filferro" amb la suficient fidelitat per ésser comercialitzat. Abans de començar la Segona Guerra Mundial, els Aliats de la Segona Guerra Mundial van usar durant tot el conflicte bèl·lic els gravadors de filferro, o feien enregistraments en pasta, Shellac o goma laca en discs de 78-80 rpm. La possibilitat de tornar a gravar amb filferro, feia que aquest tipus de màquina fos un dispositiu important a l'hora d'enviar missatges. Inicialment, la gravadora es va utilitzar per registrar l'alfabet Morse, doncs els equips eren capaços de reproduir estats de "magnetisme" i "no-magnetisme" únicament, després va ser possible gravar so. A diferència de les versions militars, aquestes versions fabricaven el filferro amb material antioxidant, afegint crom, però les versions civils no, i per això en poc temps l'òxid s'encarregava de destruir-les. Era un problema de costos i de competència, la gravadora de cinta ja era al mercat per a ús comercial.

### El magnetòfon de bobina oberta
En 1928, l'alemany Fritz Pfleumer demana una patent semblant pel que fa al principi del gravador de filferro. Aquest utilitza tires de paper o material plàstic recobertes de substàncies polsoses.
L'any 1930 és palès a l'Argentina el fotoliptòfon, un sistema d'enregistrament que grava i reprodueix so en paper impremta, amb la intenció de facilitar a molt baix cost l'accés del gran públic a la música reproduïda. En aquest mateix any, es produeix la fusió de la companyia anglesa Marconi, el que genera la creació de Marconi-Stille, destinat a BBC. A finals de 1930, els magnetòfons van ser emprats per emissores alemanyes de ràdio per gravar amb anterioritat els seus programes i evitar els errors de la transmissió en directe, anticipant-se a la tendència actual de la transmissió diferida de programes. L'aparició del magnetòfon va suposar una autèntica revolució tècnica en l'àmbit de la radiodifusió, ja que permetia, a més de la captació dels sons, la seva immediata reproducció.

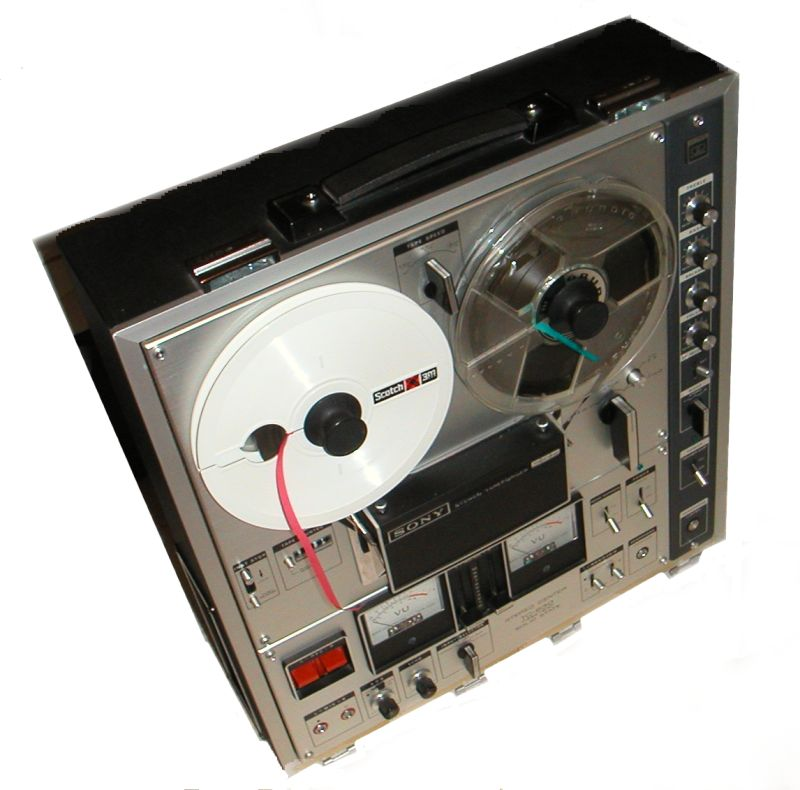
El gravador de cinta magnètica és fill del gravador de filferro pel seu funcionament bàsic. Es va popularitzar per la seva gran fidelitat i durada.

El 1932, AEG i IG realitzar els primers assaigs per a la construcció de gravadores de cinta magnètica. AEG comercialitzaria els primers magnetòfons de filferro l'any 1933. AEG volia descartar les cintes de paper recobertes d'òxid de metall, perquè es deterioraven amb gran rapidesa, per això es va associar amb la firma química alemanya IG Fabenindustrie (IGFarben), filial de la multinacional química alemanya BASF (Badischer Anilina Und Soda Fabrik, pel seu nom en alemany), per desenvolupar una cinta convenient. Es tractava d'una cinta flexible d'acetat de cel·lulosa (material portador) coberta amb una pintura (laca) d'òxid fèrric (Fe  3  O  4 ). Aquestes cintes plàstiques eren molt més lleugeres que les anteriors de metall sòlid, el que va permetre que es fabriquessin magnetòfons més petits i menys costosos. BASF, el 1934, ja havia produït uns 50.000 metres de la nova cinta magnètica.
El 1936, l'empresa BASF va fer la primera gravació pública que usava el magnetòfon AEG sobre cinta magnètica, d'un concert durant una visita a Alemanya de l'Orquestra Filharmònica de Londres. La gravació va tenir lloc al mateix saló de concerts de l'empresa BASF a Ludwigshaven, el 19 de novembre de 1936. Sir Thomas Beecham dirigia l'orquestra que interpretava temes de Mozart, els resultats van ser decebedors a causa de la baixa qualitat d'aquest nou artefacte, AEG va haver de fer modificacions i millorar el seu aparell per solucionar aquests problemes.
L'any 1941 es van obtenir millores en la relació senyal/soroll i la reducció de la distorsió, això es va aconseguir utilitzant camps alterns d'alta freqüència per a la fase d'esborrat i la polarització magnètica del medi de registre. Els primers magnetòfons d'aficionats o per a ús casolà van aparèixer el 1950 i eren de rodet de cinta oberta. El model comercial de magnetòfon més difós fou el cèlebre Revox. També farien la seva aparició els magnetòfons per a estudis discogràfics, per mitjà dels quals s'eliminava el procés de gravació directa d'àudio sobre discs mestres fets de cera rígida o d'alumini amb cobertura de laca negra. Aquest procés va assegurar una millor qualitat sonora, com ho demostren les reedicions de materials d'àudio d'aquesta època en suports digitals.
El 1947 en els Laboratoris Bell dels Estats Units s'inventa el transistor. Malgrat que encara no s'usés per a res concret, més tard seria un element indispensable i donaria lloc a una revolució tecnològica.

### El casset compacte

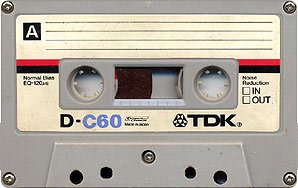
El casset va ser creat amb l'objectiu de reduir la mida tant de les cintes com dels magnetòfons. Tanmateix, això va provocar menor qualitat de so.

El casset compacte el va introduir l'empresa Philips a Europa l'any 1963 i als Estats Units el 1964, sota marca registrada amb el nom de Compact Casset, amb la idea de reduir la mida tant dels magnetòfons com de les cintes. El casset és una caixa plàstica el més tancada possible perquè no entri pols a la cinta magnètica, amb un rodet amb uns 100 metres (depèn de la durada), de cinta plàstica recoberta d'òxid fèrric o òxid de crom, l'altre rodet és el receptor de la cinta que circula.
No obstant això la reducció de l'ample de la cinta i de la seva velocitat van fer que el casset perdés una mica de fidelitat, el problema més gran per la reducció de la velocitat seria el soroll blanc. A la cinta són dos parells de pistes estereofòniques, un per cada cara (una cara es reprodueix quan el casset s'insereix amb els seus revestiments laterals de cara A per dalt i l'altra quan se li dona la volta per reproduir la cara B). No obstant això, aquest havia estat inicialment dissenyat per a dictat i ús portàtil, i la qualitat dels primers reproductors no era adequada per a la música. A més els primers models tenien errors de disseny mecànic. El 1965 apareixen els cassets verges comercialitzats per Maxell. A finals dels anys 1970, Maxell i TDK es repartien el mercat de les cintes verges. El 1980, va aparèixer la cinta de metall de més qualitat i les companyies discogràfiques van començar a llançar simultàniament els Long Play i les cintes de casset.
El 1971, Advent Corporation va introduir el seu model 201 que va combinar la reducció de sorolls Dolby tipus B amb una cinta de diòxid de crom (CrO  2 ). El resultat va ser un format apte per a l'ús musical i el començament de l'era de cassets i reproductors d'alta fidelitat. Durant els anys 1980, la popularitat del casset va créixer més com a resultat de les gravadores portàtils de butxaca i els reproductors HI-FI com el Walkman de Sony, la mida no era gaire més gran que el del mateix casset. El casset d'àudio ha servit d'inspiració per a altres invents com el VHS, el Casset Compacte Digital, el mini DV, el microcasete, el minicassette, o altres que consisteixin en una caixa plàstica amb dos rodets i una cinta magnètica bàsicament.

## L'era digital
L'era digital va ser un canvi molt radical per a l'enregistrament del so, es va donar una gran revolució, ja que aquesta va fer que la gravació del so fosi més econòmica, encara que entre altres coses també cal destacar que tant la gravació com la reproducció de l'àudio digital en comparació a l'analògic fa que es redueixi la mida del suport gravat, la reproducció es torna més simple, a més gairebé tots els dispositius digitals tendeixen a tenir major vida útil, també els suports tenen més durada i millor qualitat. Si bé al principi del sorgiment dels mitjans digitals per a la reproducció eren molt costosos, la gent potser ha tardat a adaptar-s'hi, en uns pocs anys el mitjà digital va desplaçar als discs de vinil. Anys més tard el sorgiment de gravadors i reproductors digitals desplaçarien al casset per les mateixes raons.

### El primer sistema òptic
El 15 de desembre de 1978 va sortir a la venda el primer sistema òptic, l'Laserdisc, dos mesos després sortiria a la venda les primeres cintes VHS, i cinc anys després apareix el Disc compacte basat en la tecnologia del Laserdisc. Tot i que va aparèixer el 1978 va ser patentada el 1961, i abans de 1969 Philips havia desenvolupat un disc de vídeo de manera reflexiva que tenia grans avantatges sobre el transparent.

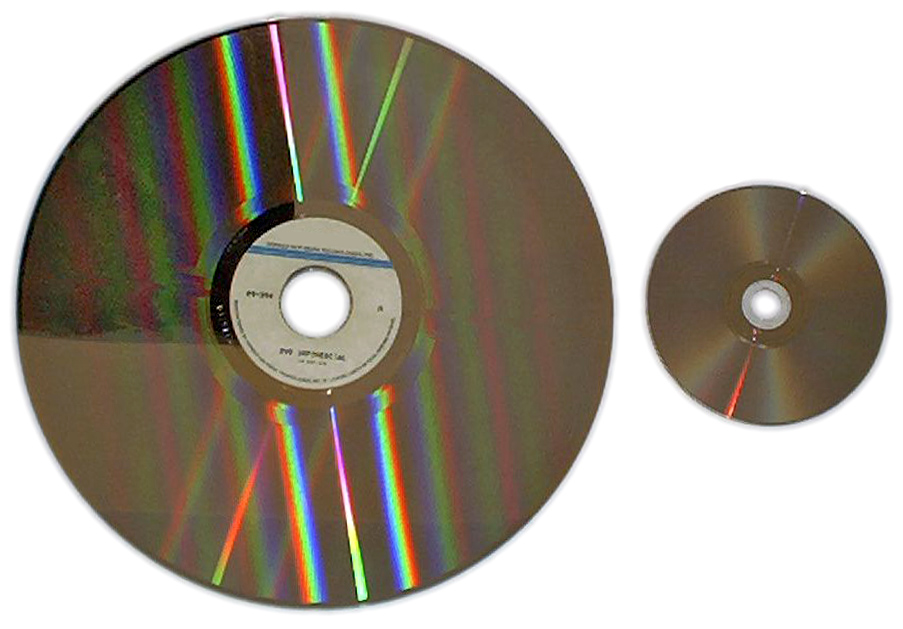
Un Laserdisc (esquerra) en comparació amb un DVD (dreta).

La cooperació de Philips i MCA no va tenir èxit i es va interrompre després d'alguns anys. Diversos dels científics responsables de la investigació inicial (Richard Wilkinson, Ray Deakin, i John Winslow) van fundar Optical Disc Corporation (avui ODC Nimbus), companyia que és, avui en dia, el líder mundial en discs òptics.

### La cinta d'àudio magnètica
A mitjans de 1980, Sony va desenvolupar el primer sistema de casset digital, conegut com a DAT (per les seves sigles en anglès Digital Audio Tape). Aquest casset digital utilitza cinta magnètica de 4 mm, encapsulada en una carcassa protectora, però és aproximadament la meitat de la mida amb 73 mm × 54 mm × 10,5 mm. Com el seu nom indica la gravació es realitza de forma digital en lloc d'analògica.
Com molts formats de vídeo casset, un casset DAT només pot ser gravat per una banda, a diferència d'un casset d'àudio anàleg compacte.

### El prodigi
El 1980 va aparèixer el Prodigi, un format multipista digital que va utilitzar profusament marques com Mitsubishi, Otari i AEG des de finals de la dècada de 1980, fins a principis del segle xxi, quan va ser retirat del mercat. El Prodigi, en el seu funcionament bàsic, és similar als magnetòfons multipista analògics, permetent tant l'edició física "a tisora" com l'edició electrònica. El Prodigi és molt similar al Dash, la principal diferència és que permet un nombre màxim de pistes inferior (32 pistes prodigi, davant 48 Dash).

### El Dash
Un nou format digital va aparèixer l'any 1982 anomenat Dash, que en les seves sigles traduïdes a l'espanyol indica que és un magnetòfon amb cap estacionària, és a dir, que tant en l'enregistrament com en la reproducció només la cinta es mou (com també ho és el S-DAT, de les cintes de casset). El 1988, Sony i Tascam van adoptar el format Dash com a format estàndard per al magnetòfon multipista digital.
El Dash, en el seu funcionament bàsic, és similar als magnetòfons multipista analògics, permetent tant l'edició física "a tisora" com l'edició electrònica. El Dash proporciona grans prestacions dirigides al camp professional. Permet des de les 2 fins a les 48 pistes de so, amb una sincronització fiable, i admet una variació en la velocitat de 12,5%, per sobre o per sota.
Els Dash multipista han estat molt acceptats pels estudis de gravació, on encara estan en ús.

### Disc compacte
Les primeres aproximacions al que avui en dia es coneix com a disc compacte es van realitzar a finals dels anys 1970. Durant aquesta època van aparèixer diversos sistemes de videodisc de lectura mecànica i capacitiva, però d'aquests prototips l'únic que ha persistit fins a l'actualitat ha estat el video òptic, principalment conegut com a Laser Vision (LV). El disc compacte va ser creat per l'holandès Kees Immink, de Philips, i el japonès Toshitada Doi, de Sony, el 1979.
L'any següent, Sony i Philips, havien desenvolupat el sistema d'àudio digital Compact Disc, amb una durada de més de 70 minuts, que es devia al fet que es volia aconseguir gravar la novena simfonia de Beethoven sencera sense cap tall o sense dividir-la en dos discos, van començar a distribuir discs compactes, però les vendes no van tenir èxit per la depressió econòmica d'aquella època. Llavors van decidir abastar el mercat de la música clàssica, de major qualitat. Començava el llançament del nou i revolucionari format de gravació àudio.
El sistema òptic va ser desenvolupat per Philips, mentre que la lectura i codificació digital va ser desenvolupada per Sony, es va llançar el juny de 1980 a la indústria i es van adherir al nou producte 40 companyies d'arreu del món mitjançant l'obtenció de les llicències corresponents per a la producció de reproductors i discos. Els primers prototips de tocadiscs LV (res a veure amb els reproductors de discos de vinil) van aparèixer als laboratoris al voltant dels anys 1970, i en els anys següents diverses empreses com Philips, Disc Vision i Pionner, van invertir per desenvolupar un producte viable, que es va presentar el 1978.

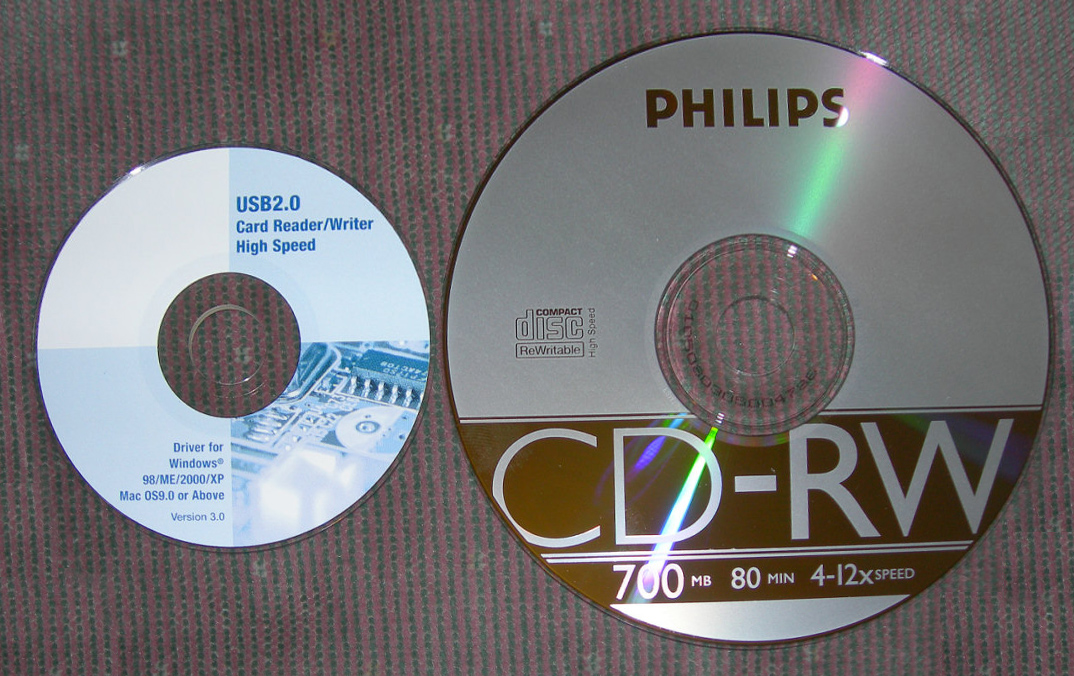
Mini-CD i Disc compacte.

El 1981, el director d'orquestra Herbert von Karajan, convençut del valor dels discos compactes, els va promoure durant el festival de Salzburg. Des d'aquell moment va començar el seu èxit. Els primers títols gravats en discos compactes a Europa van ser la Simfonia alpina de Richard Strauss, els valsos de Frédéric Chopin interpretats pel pianista xilè Claudio Arrau i l'àlbum The Visitors d'ABBA, el 1983 es produiria el primer disc compacte als Estats Units per CBS (Avui Sony Music) sent el primer títol en el mercat un àlbum de Billy Joel la producció de discs compactes es va centralitzar per diversos anys als Estats Units i Alemanya d'on eren distribuïts a tot el món, ja entrada la dècada de 1990 es van instal·lar fàbriques a diversos països, com a exemple el 1992 Sonopress va produir a Mèxic el primer CD de títol De Mil Colors de Daniela Romo.
El diàmetre de la perforació central dels discos compactes va ser determinat a partir de 15 mm, ja que els creadors es van inspirar en el diàmetre de la moneda de 10 centaus de florí d'Holanda. En canvi, el diàmetre dels discs compactes, que és de (12,00 cm), correspon a l'amplada de les butxaques superiors de les camises per a homes, perquè segons la filosofia de Sony, tot havia de cabre allà.

## Formats digitals més moderns
A més del CD, més tard en el segle xxi es van desenvolupar més formats digitals, amb més durada i qualitat com el blu ray. A més es van inventar diversos reproductors autònoms com l'iPod d'Apple, el qual, és el reproductor autònom més venut.
MP3
La tecnologia del format d'àudio MP3 va ser desenvolupada a Alemanya per tres científics de l'institut tecnològic de Fraunhofer, eren Brandenburg, director de tecnologies, Popp i Grilo, l'any 1986. Més tard, el 1992 la Moving Picture Experts Group (d'allí el famós format MPEG) va aprovar oficialment la tecnologia. Però no va ser fins al juliol de 1995 quan Brandenburg va usar per primera vegada l'extensió .Mp3 per als fitxers relacionats amb l'MP3 que guardava en el seu ordinador. Un any després el seu institut ingressava en concepte de patents 1,2 milions d'euros. Deu anys més tard aquesta quantitat arribava als 26,1 milions.

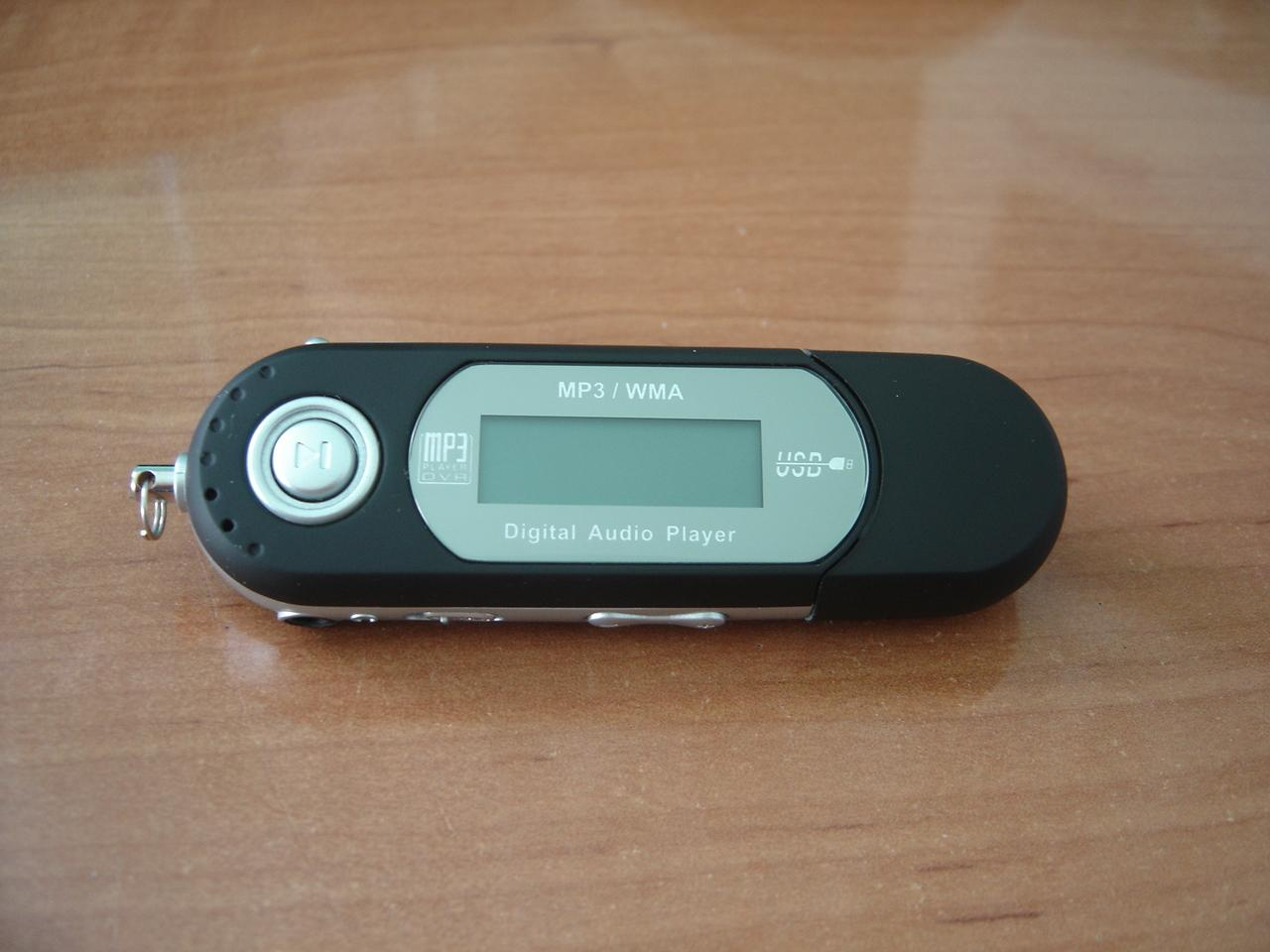
La reducció de la mida dels reproductors de mp3 comparada amb la dels walkman i discman, era molt menor, fent més còmode el transport per a l'usuari.

El format MP3 es va convertir en l'estàndard utilitzat per la compressió d'àudio d'alta qualitat (amb pèrdua en equips d'alta fidelitat) gràcies a la possibilitat d'ajustar la qualitat de la compressió, proporcional a la mida per segon (bitrate) i, per tant, la mida final del fitxer, que podia arribar a ocupar 12 i fins i tot 15 vegades menys que el fitxer original sense comprimir.
Va ser el primer format de compressió d'àudio popularitzat gràcies a Internet, ja que va fer possible l'intercanvi de fitxers musicals. Els processos judicials contra empreses com Napster i AudioGalaxy són resultat de la facilitat amb què es comparteixen aquest tipus de fitxers.
Al principi el format mp3 s'utilitzava per a la seva difusió en xarxes d'intercanvi de música, com Internet. Però més tard quan els reproductors de mp3 es van fer més populars, el públic va començar a conèixer més el format mp3 i els seus avantatges, amb els reproductors de mp3 i la versatilitat d'Internet es va estandarditzar en la societat.

## El disc Blu-ray

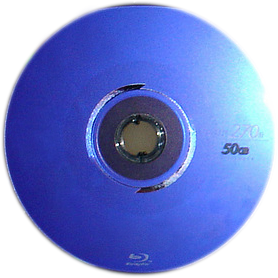
El disc Blu-ray de quatre capes té una capacitat de 100 Gigabytes, l'assoliment més gran en un suport d'enregistrament.

El disc blu-ray va començar a desenvolupar-se a partir del 19 de maig de 2005, quan TDK anunciar un prototip de disc Blu-ray de quatre capes de 100 Gigabyte. El 3 d'octubre de 2007, Hitachi anuncià que havia desenvolupat un prototip de BD-ROM de 100 GB que, a diferència de la versió de TDK i Panasonic, era compatible amb els lectors disponibles al mercat i només requerien una actualització de microprogramari. Hitachi també va comentar que estava desenvolupant una versió de 200 GB. Però el recent avenç de Pioneer Corporation li va permetre crear un disc blu-ray de 20 capes amb una capacitat total de 500 GB, encara que no seria compatible amb les unitats lectores ja disponibles al mercat, com faria Hitachi.
Aquests discs es van usar per a la consola de vídeo jocs Playstation 3. Els discs blu-ray incorporen cinc sistemes anticòpia: AACS, BD+i Rom Mark, SPDG i ICT.